# Bernard Bresslaw
Bernard Bresslaw (Stepney, Gran Londres, 25 de febrer de 1934 − Enfield, Gran Londres, 11 de juny de 1993) va ser un actor anglès. És conegut pels seus papers còmics, particularment en la sèrie de pel·lícules Carry On.
És igualment reconegut per la seva frase fetitxe I only arsked ('jo només preguntava'), pronunciada amb un fort accent cockney.

## Biografia
Bernard Bresslaw va néixer el 25 de febrer de 1934 en una família jueva de Stepney, Londres. El seu pare treballava per a un sastre. Va a la Coopers' Company's School a Tredegar Square, E3 Bow, London. Bresslaw s'interessa pel teatre després d'haver visitat el Hackney Empire. Rep una borsa del London County Council per seguir la formació al Royal Academy of Dramatic Art, on guanya el premi Emile Littler a l'actor més prometedor.
El 1959, Bresslaw es casa amb la ballarina Betty Wright. La parella tindrà tres fils: James, Mark i Jonathan.
Bernard Bresslaw es dona a conèixer en les produccions Educating Archie (ràdio) i The Army Game (televisió). En aquesta última, utilitza per primera vegada la seva frase fetitxe I only arsked. Té a continuació papers en la televisió, en el cinema i en obres de teatre shakespeareanes. El 1965, fa un progrés amb el seu paper en la pel·lícula Carry on Cowboy.
El 1968, fa el paper de Varga, el principal dolent de l'episodi "The Ice Warriors" de la sèrie Doctor Who.
L'11 de juny de 1993, Bresslaw mor d'una crisi cardíaca en la seva llotja a l'Open Aire Theatre a Regents Park; va ser incinerat al Golders Green Crematorium, on són enterrades les seves cendres.

## Filmografia

### Televisió
- Robin dels Boscos
- The Army Game
- 3 Carry On Christmas Specials i Carry On Laughing
- Danger Man: The Outcast en el paper de Leo (1964)
- Doctor Who, episodi «The Ice Warriors» (1967) en el paper de Varga
- The Goodies
- The Book Tower

### Cinema
Filmografia:
- Blood of the Vampire (1958)
- I Only Arsked! (1958)
- Too Many Crooks (1958)
- The Ugly Duckling (1959)
- Too Many Crooks (1959)
- Carry on Cowboy (1965)
- Carry on Screaming! (1966)
- Morgan: A Suitable Case for Treatment (1966)
- Follow That Camel (1967)
- Carry on Doctor (1967)
- Carry on... Up the Khyber (1968)
- Carry on Camping (1968)
- Moon Zero Two (1969)
- Carry on Up the Jungla (1970)
- Carry on Loving (1970)
- Up Pompeii (1971)
- The Magnificent Seven Deadly Sins (1971)
- Carry on Matron
- Carry on Abroad (1972)
- Carry on Girls (1973)
- Carry on Dick (1974)
- Carry on Behind (1975)
- One of Our Dinosaurs Is Missing (1975)
- La bèstia del regne (Jabberwocky), com a The Landlord (1977)
- Hawk the Slayer, com a Gort (1980)
- Krull (1983)
- Asterix and the Big Fight (animació) veu d'Obèlix (1989)
- Leon the Pig Farmer (1993)
- Bernard Bresslaw: A Story About Bernard Breslaw, com a Joe (2009)

## Discografia

### Singles
- Mad Passionate Love/You need Feet (1958)
- The Army Game/What do we do in the Army? (1958) Michael Medwin, Bernard Bresslaw, Alfie Bass & Leslie Fyson
- Charlie Brown/The Teenager's Lament (1959)
- Ivy Will Cling/I Found a Hole (1959)

La seva cançó You Need Feet, una paròdia de You Need Hands de Max Bygraves, fou utilitzada en una emissió especial de the Rutles, acompanyant una paròdia de la pel·lícula A Thousand Feet of Film, de Yoko Ono